# تومویا کیتامورا
تومویا کیتامورا (ژاپنی: 北村 知也؛ زادهٔ ۱۵ سپتامبر ۱۹۹۶) یک بازیکن فوتبال اهل ژاپن است.
از باشگاه‌هایی که در آن بازی کرده‌است می‌توان به باشگاه فوتبال رواسو کوماموتو اشاره کرد.